# Qazax (district)
Qazax (ook geschreven als Gazakh) is een district in Azerbeidzjan.
Qazax telt 91.400 inwoners (01-01-2012) op een oppervlakte van 698 km²; de bevolkingsdichtheid is dus 131 inwoners per km².